# Єлизаветградківська селищна рада
Гайдама́цька се́лищна ра́да — адміністративно-територіальна одиниця та орган місцевого самоврядування в Олександрівському районі Кіровоградської області. Адміністративний центр — селище міського типу Гайдамацьке.

## Загальні відомості
- Населення ради: 1816 осіб (станом на 2001 рік)

## Населені пункти
Селищній раді підпорядковані населені пункти:
- смт Гайдамацьке
- с. Плішки

## Склад ради
Рада складається з 16 депутатів та голови.
- Голова ради: Голуб Юрій Васильович
- Секретар ради: Шевцова Валентина Володимирівна

### Керівний склад попередніх скликань
| Прізвище, ім'я, по батькові     | Основні відомості                                                            | Дата обрання | Дата звільнення |
| ------------------------------- | ---------------------------------------------------------------------------- | ------------ | --------------- |
| Лавріненко Володимир Степанович | Селищний голова, 1950 року народження, безпартійний                          | 26.03.2006   | 02.02.2009      |
| Голуб Юрій Васильович           | Селищний голова, 1961 року народження, освіта вища, член партії Єдиний Центр | 21.06.2009   | 31.10.2010      |
| Голуб Юрій Васильович           | Селищний голова, 1961 року народження, освіта вища, безпартійний             | 31.10.2010   |                 |

Примітка: таблиця складена за даними сайту Верховної Ради України

### Депутати
За результатами місцевих виборів 2010 року депутатами ради стали:

#### За суб'єктами висування
| Суб'єкт висування                                       | Кількість обраних депутатів | %    |
| ------------------------------------------------------- | --------------------------- | ---- |
| Самовисування                                           | 9                           | 56,3 |
| Політична партія Всеукраїнське об'єднання «Батьківщина» | 7                           | 43,8 |

#### За округами
| № округу                                                | Прізвище, ім'я, по батькові     | Дата визнання обраним | Освіта             | Партійна приналежність                        | Відомості про обраного депутата                                         |
| ------------------------------------------------------- | ------------------------------- | --------------------- | ------------------ | --------------------------------------------- | ----------------------------------------------------------------------- |
| Політична партія Всеукраїнське об'єднання «Батьківщина» |                                 |                       |                    |                                               |                                                                         |
| 4                                                       | Медведєва Ольга Прокопівна      | 02.11.2010            | середня спеціальна | позапартійна                                  | Гайдамацький психоневрологічний інтернат, медична сестра                |
| 9                                                       | Мальована Ніна Олександрівна    | 02.11.2010            | вища               | позапартійна                                  | приватний підприємець                                                   |
| 11                                                      | Стьожка Сергій Миколайович      | 02.11.2010            | середня спеціальна | позапартійний                                 | тимчасово не працює                                                     |
| 12                                                      | Пархоменко Олексій Миколайович  | 02.11.2010            | вища               | позапартійний                                 | фірма «Ласка», комірник                                                 |
| 14                                                      | Проценко В'ячеслав Михайлович   | 02.11.2010            | середня            | член Всеукраїнського об'єднання «Батьківщина» | тимчасово не працює                                                     |
| 15                                                      | Майданик Олег Володимирович     | 02.11.2010            | вища               | позапартійний                                 | тимчасово не працює                                                     |
| 16                                                      | Поляков Сергій Григорович       | 02.11.2010            | середня            | позапартійний                                 | тимчасово не працює                                                     |
| Самовисування                                           |                                 |                       |                    |                                               |                                                                         |
| 1                                                       | Старинець Віктор Іванович       | 02.11.2010            | вища               | позапартійний                                 | Гайдамацький цегельний завод, директор                                  |
| 2                                                       | Шевцова Валентина Володимирівна | 02.11.2010            | вища               | член Партії регіонів                          | Гайдамацька селищна рада, секретар                                      |
| 3                                                       | Сорочан Віра Олександрівна      | 02.11.2010            | середня спеціальна | позапартійна                                  | Гайдамацький дошкільний заклад, завідувачка                             |
| 5                                                       | Криворог Микола Миколайович     | 02.11.2010            | середня спеціальна | член Партії регіонів                          | ПП «Медведева», майстер виробництва                                     |
| 6                                                       | Павліченко Інна Вікторівна      | 02.11.2010            | вища               | член Партії регіонів                          | Гайдамацька загальноосвітня школа І-III ст., вчитель                    |
| 7                                                       | Сміян Тетяна Василівна          | 02.11.2010            | середня спеціальна | член Партії регіонів                          | Гайдамацький психоневрологічний інтернат, оператор комп'ютерного набору |
| 8                                                       | Кришталь Дмитро Андрійович      | 02.11.2010            | вища               | член Партії регіонів                          | фермерське господарство «Кришталеве», голова                            |
| 10                                                      | Бакаляр Станіслав Володимирович | 02.11.2010            | вища               | член Партії регіонів                          | фермерське господарство «Станіславе», голова                            |
| 13                                                      | Чернецька Оксана Віталіївна     | 02.11.2010            | вища               | член Партії регіонів                          | Гайдамацький психоневрологічний інтернат, бухгалтер                     |